# Мсхалдіді
Мсхалдіді (груз. მსხალდიდი) — село в Грузії.
За даними перепису населення 2014 року в селі проживає 603 особи.